# Dżabla
Dżabla (arab. ‏جَبْلَةٌ‎, łac. Gabala) – miasto w Syrii w muhafazie Latakii, nad Morzem Śródziemnym. 63 tysiące mieszkańców; ośrodek turystyczny i wypoczynkowy, port rybacki.

## Historia
Miasto istniało już w starożytności. Między IV a VI wiekiem było siedzibą chrześcijańskiego biskupstwa podlegającego patriarsze Antiochii. W 639 roku zajęte przez muzułmanów, w 969 włączone do Cesarstwa Bizantyjskiego, w 1081 roku ponownie pod rządami muzułmanów.
W Dżabli urodzili się między innymi:
- Izz ad-Din al-Kassam (ur. 1882, zm. 1935), jeden z przywódców palestyńskich Arabów,
- Suhajl al-Hasan (ur. 1970), generał-major Sił Zbrojnych Syrii
- Samar Jazbek (ur. 1970), syryjska pisarka i opozycjonistka.